# Линденау (Горња Лужица)
Линденау (њем. Lindenau) град је у њемачкој савезној држави Бранденбург. Једно је од 25 општинских средишта округа Обершпревалд-Лаузиц. Према процјени из 2010. у граду је живјело 752 становника. Посједује регионалну шифру (AGS) 12066188.

## Географски и демографски подаци
Линденау се налази у савезној држави Бранденбург у округу Обершпревалд-Лаузиц. Град се налази на надморској висини од 96 метара. Површина општине износи 11,1 km². У самом граду је, према процјени из 2010. године, живјело 752 становника. Просјечна густина становништва износи 68 становника/km².